# Csajághy Gábor
Csajághy Gábor Pál (Balatonfüred, 1903. június 18. – Budapest, 1972. július 23.) magyar vegyészmérnök, a föld- és ásványtani tudományok kandidátusa (1966). A Magyarhoni Földtani Társulat tisztségviselője s emlékgyűrűjének birtokosa. A Magyar Hidrológiai Társaság alelnöke és Bogdánfy Ödön Emlékérmének tulajdonosa (1952) volt. Az Akadémia Geokémiai Bizottság tagja volt.

## Életpályája
Szülei: Csajághy Gábor és Kiss Vilma voltak. A budapesti műegyetemen diplomázott. Vegyi üzemekben dolgozott, majd 1935-ben a Földtani Intézethez került. 1943–1970 között a Földtani Intézet vegyi laboratóriumát vezette. 1970-ben nyugdíjba vonult.

### Munkássága
Kiváló elemző vegyészként lett ismert. Kutatási területe a vízkémia volt. A hazai gyógyvizeink analizálását végezte. Mind a peloidok fizikai és kémiaí vizsgálati módszereinek bevezetésével, mind a hazai gyógyiszapok minősítésével úttörő munkát végzett. Kőzetelemzési munkásságát a kálitrachit káliumtartalmának és a bentonitok montmorillonitjának gazdaságos kiaknázására vonatkozó kísérletsorozatok tetőzték be. Írásaiban sok érdekes, pontos vegyelemzés található.
Hagyatéka a várpalotai Vegyészeti Múzeumban található. Balatonfüreden utcát neveztek el róla. Sírja a balatonfüredi református temetőben látogatható.

## Magánélete
1957-ben, Budapesten házasságot kötött Szabó Ilonával.

## Művei
- A gyógyiszapok kémiai és fizikai tulajdonságairól (Hidrológiai Közlemény, 1952. 5-6. sz.)
- A Balaton iszapjának kémiai és fizikai tulajdonságai (1955)
- Magyarország ásvány és gyógyvizei (Budapest, 1957)
- A felszín alatti vizek szerves anyagai (Hidrológiai Közlemény, 1960. 4.)
- A magyarországi mezozóos képződmények geokémiai vizsgálata (Bárdossy Györggyel, 1966)

## Díjai
- Bogdánfy Ödön-emlékérem (1952)
- MFT-emlékgyűrű (1966)